# Afshin Ghotbi
Afshin Ghotbi (født 8. februar 1964) er en iransk fodboldspiller. Han var i perioden 2009-2011 træner for Irans fodboldlandshold.